# Gusto

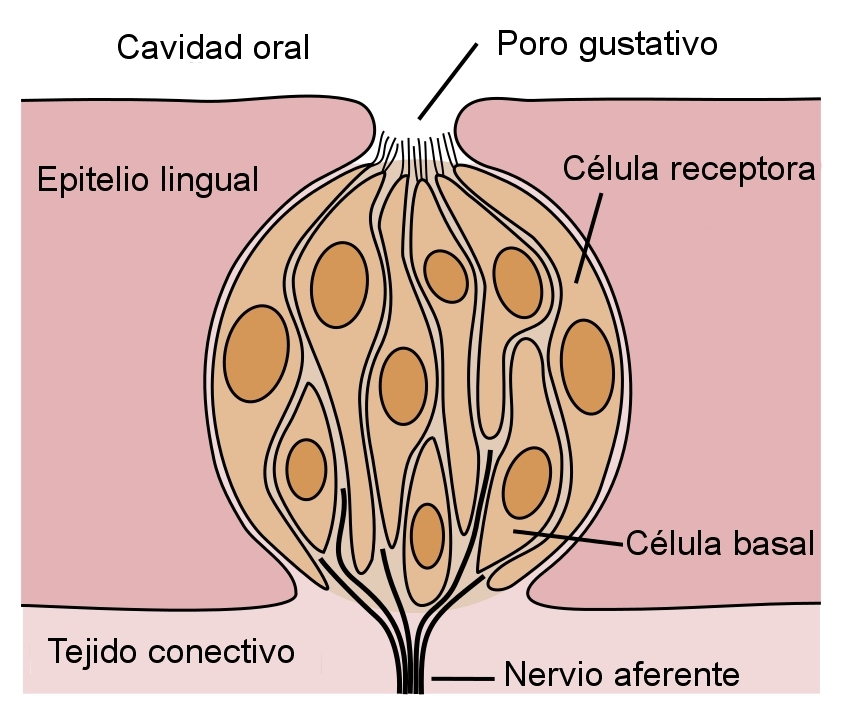
Botón gustativo

El gusto es uno de los cinco sentidos del ser humano. Permite mediante los receptores gustativos  la detección de sustancias químicas disueltas en la boca, procedentes generalmente de los alimentos. El sentido del gusto depende de la estimulación de los botones gustativos, los cuales se encuentran en las papilas gustativas situadas en la lengua, órgano musculoso ubicado dentro de la boca o cavidad oral. El sabor se define como la sensación que causa un alimento u otra sustancia al introducirse en la boca. En el sabor influye el sentido del gusto, pero también el olfato y la textura.
Los sabores primarios conocidos con los que se identifica a los alimentos son dulce, salado, ácido y amargo, a los que desde principio del siglo XXI se ha añadido el umami ("sabroso", en japonés). El gusto se percibe por el contacto de las sustancias químicas solubles con los quimiorreceptores situados principalmente en la lengua. El sentido del gusto puede considerarse una fuente de placer, pero su función consiste en permitir seleccionar aquellas sustancias más adecuadas para la nutrición y evitar en gran medida las que pueden representar un peligro para la vida por ser tóxicas o por encontrarse en estado de descomposición.

## Anatomía y fisiología del gusto
El sentido del gusto es posible gracias a los botones gustativos, también llamados corpúsculos gustativos. En un adulto humano existen alrededor de 10 000, la mayor parte de los cuales se encuentran en la superficie de la lengua. Cada botón gustativo tiene forma ovalada y está constituido por un conjunto de células, entre las cuales se encuentran las células gustativas que disponen de cilios que entran en contacto con las sustancias disueltas en la boca por la saliva. Los botones gustativos se agrupan en estructuras mayores llamadas papilas gustativas que son las que proporcionan a la lengua una superficie rugosa. Cuando una sustancia se disuelve en la saliva y entran en contacto con la membrana celular de las células gustativas, se produce la liberación de moléculas neurotransmisoras que desencadenan impulsos nerviosos que se transmiten al cerebro principalmente a través del nervio facial y glosofaringeo.

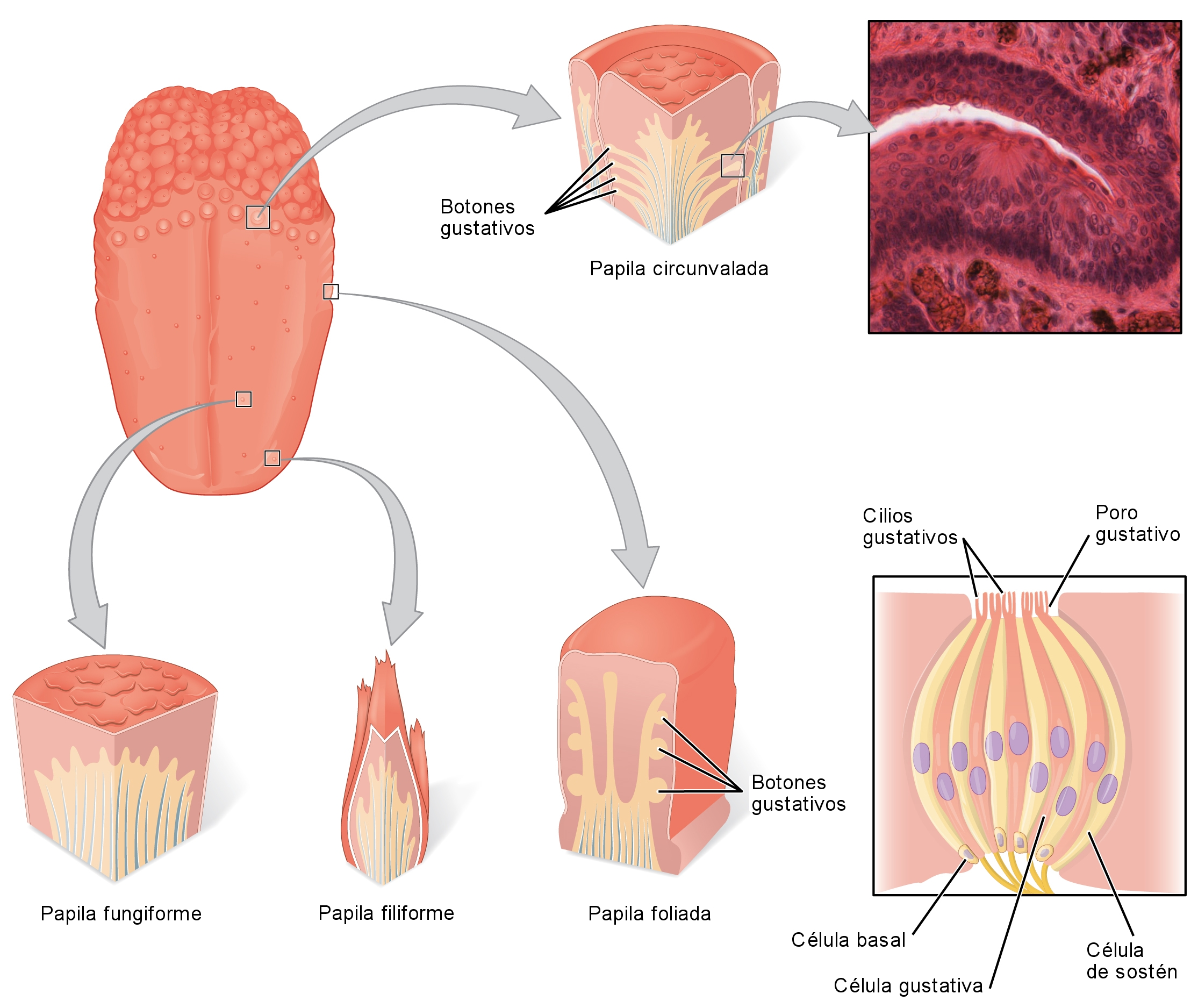

### Papilas gustativas

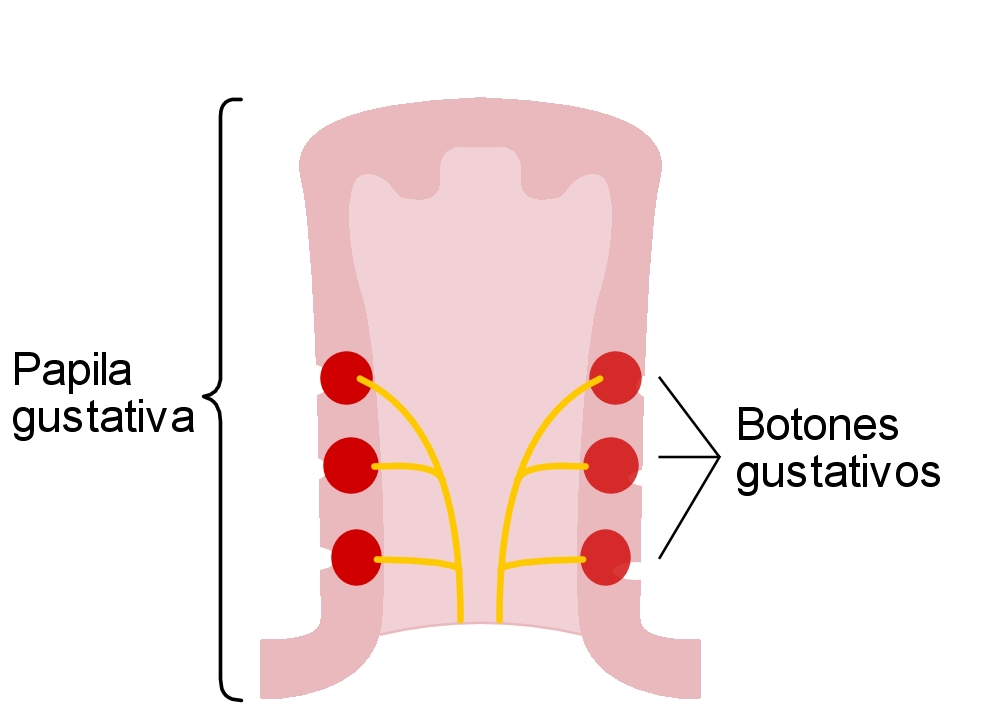
Papila gustativa en la que pueden observarse 6 botones gustativos.

Las papilas gustativas se encuentran en la superficie de la lengua y le dan a este órgano un aspecto rugoso. Cada papila contiene numerosos botones gustativos, que son receptores sensoriales que reciben y transducen una señal química en un potencial de acción. Para que las papilas sean estimuladas, las sustancias deben diluirse en la saliva y así entrar en contacto con la membrana de las células sensoriales.  Según su forma, se distinguen cuatro tipos de papilas:
- Papilas fungiformes: tienen forma de hongo y se encuentran distribuidas en la parte anterior del dorso y bordes laterales de la lengua. Hay hasta 5 botones gustativos por papila fungiforme que suelen estar ubicados en la parte superior de la papila.
- Papilas circunvaladas o caliciformes: tienen bases de forma de cáliz o copa y se distribuyen cerca de la base de la lengua formando una V. Las grandes papilas circunvaladas contienen cada una hasta 100 botones gustativos.
- Papilas filiformes o cónicas: tienen forma de filamento y se encuentran en la punta y bordes laterales de la lengua. A diferencia de las papilas fungiformes y caliciformes no tienen función gustativa y carecen de botones gustativos, solamente son receptores táctiles y captan la temperatura.
- Papilas foliáceas o foliadas: Su forma recuerda la hoja de un árbol. Se encuentran a ambos lados en la región posterior de la lengua.

### Botones gustativos

Botón gustativo.

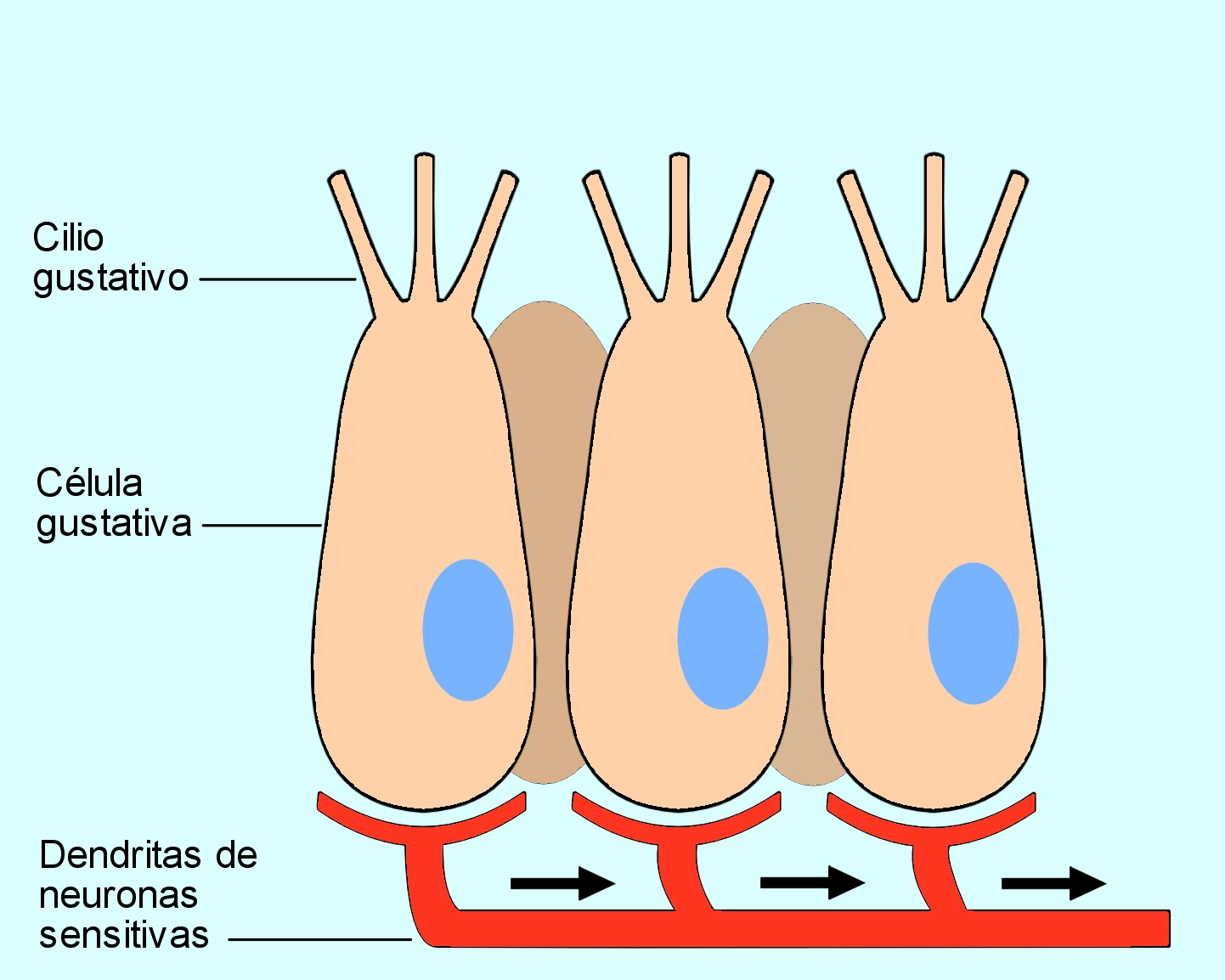
células receptoras gustativas conectadas a la dendrita de una neurona sensitiva.

Los botones gustativos son corpúsculos sensoriales para el gusto que se encuentran en las papilas gustativas. Tienen forma ovoide, cada uno de ellos está constituido por 3 tipos de células, células basales, células de sostén y células receptoras gustativas. Estas últimas hacen conexión sináptica con las fibras nerviosas sensoriales y disponen de microvellosidades receptoras que se proyectan hacia el poro gustativo, un orificio en el epitelio lingual. Los cuellos de estas células se encuentran conectados entre sí de manera que la única parte del receptor gustativo que está expuesta a los líquidos de la cavidad oral es la corona apical de microvellosidades. Cada botón gustativo está inervado por cerca de 50 fibras nerviosas y a la inversa cada fibra nerviosa recibe información en promedio de 5 botones gustativos. Las células basales tienen su origen en las células epiteliales que rodean los botones gustativos; estas células se diferencian en nuevas células receptoras y los receptores antiguos son remplazados continuamente con un periodo aproximadamente diez días. En el ser humano los botones gustativos se localizan principalmente en las papilas fungiformes y circunvaladas de la lengua, existen algunos en el paladar blando, cara interna de las mejillas, faringe y epiglotis.

### Vías gustativas
Las fibras nerviosas sensoriales que provienen de los botones gustativos de los tercios anteriores de la lengua viajan por la cuerda del tímpano, que es una rama del nervio facial; mientras que las que provienen del tercio posterior llegan al tallo cerebral por el nervio glosofaringeo y las fibras de otras áreas llegan a través del nervio laríngeo superior, rama del nervio vago. En ambos lados, las fibras de estos tres nervios se unen en el núcleo del fascículo solitario en el bulbo raquídeo, donde hacen sinapsis con neuronas de segundo orden; luego termina en los núcleos de relevo sensoriales específicos del tálamo, junto con fibras que llevan información de contacto, dolor y temperatura. Desde aquí, los impulsos son conducidos al área de proyección cortical para el gusto, situada en la base de la circunvalación poscentral del cerebro.
El nervio trigémino recoge información de la mucosa bucal relacionada con la temperatura, presión y tacto. Aunque no transporta información procedente de los botones gustativos, contribuye a la interpretación global del gusto de los alimentos.

## Modalidades gustativas básicas
En seres humanos hay cuatro sabores básicos establecidos: dulce, ácido, amargo y salado. Existe una superposición considerable, pero las sustancias amargas se perciben principalmente en la parte posterior de la lengua, el sabor ácido sobre los bordes, el dulce en la punta y el salado en la porción anterior de los bordes . También existe ligera sensibilidad para las cuatro modalidades en faringe y epiglotis y paladar.
La identificación de todos los sabores básicos no está totalmente establecida. Se ha comprobado la existencia de más de 10 tipos de receptores diferentes en las células gustativas.  Se ha descrito la existencia de una modalidad gustativa adicional llamada umami que media el sabor del glutamato monosódico utilizado ampliamente en la cocina asiática, se han propuesto otros posibles sabores básicos que están en investigación, entre ellos el sabor metálico, el kokumi y el sabor a grasa, este último ha sido considerado como posible sexto sabor.
- Sabor ácido, por ejemplo el limón. Se percibe en las regiones laterales posteriores de la lengua. Las sustancias ácidas tiene sabor agrio y es el catión de hidrógeno más que los aniones relacionados los que estimulan a los receptores. Para cualquier sustancia ácida, el sabor agrio es proporcional a la concentración de hidrógeno.
- Sabor amargo, por ejemplo la quinina. El gusto amargo es en realidad una señal que previene contra la ingestión de sustancias tóxicas. Se percibe más intensamente en la parte posterior de la lengua. La sustancia utilizada generalmente para probar el sabor amargo es el sulfato de quinina, aunque el umbral para el clorhidrato de estricnina es aun menor. El sabor es debido al catión; así, parece no existir una característica común en la estructura molecular de las sustancias con sabor amargo.
- Sabor dulce, por ejemplo el azúcar común o sacarosa. De forma natural este sabor se interpreta como una fuente básica de energía para el metabolismo, por lo que provoca agrado y aceptación cuando se ingiere. Se percibe preferentemente en la punta de la lengua. La mayoría de las sustancias dulces son de origen orgánico. Los ejemplos más conocidos son sacarosa , maltosa, lactosa y glucosa; sin embargo, los polisacáridos, el glicerol, algunos alcoholes y cetonas también tiene sabor dulce.
- Sabor salado, por ejemplo la sal común. Se percibe sobre todo en las regiones laterales anteriores de la lengua. El sabor salado se produce por el sodio. Algunos compuestos orgánicos también saben salados.
- Umami. El término deriva de las palabras Umai (delicioso) y mi (sabor). El umami fue propuesto en 1908 por el fisiólogo japonés Kikunae Ikeda,[9] aunque no se consideró como un sabor básico por la comunidad científica hasta principios del siglo XXI. El glutamato monosódico, es una de las principales sustancias que produce este sabor.
- Sabor graso. Hasta hace poco, el gusto a grasa no era reconocido como una de las modalidades de sabores básicos. Sin embargo, diferentes estudios han identificado la existencia de esta modalidad de sabor mediada por la existencia de receptores de ácidos grasos no esterificados en las células gustativas, que se han llamado receptores CD36.[10][11][12][13][14][15]

## Otras sensaciones gustativas
- El picante (pungencia) no es un sabor, sino la sensación de ardor en la boca producida por determinadas sustancias cuando se ingieren y entran en contacto con la lengua,  se percibe a través de los nociceptores que son las terminaciones nerviosas receptoras del dolor, sin intervención de las papilas gustativas. La masticación de determinados alimentos, entre ellos los que contienen capsaicina (pimientos picantes), piperina (pimienta negra) y allicina (ajo y cebolla crudos), activan las terminaciones nerviosas nocioceptivas que producen esta sensación.[16]
- Frescor. Algunas sustancias activan los receptores para las sensaciones frías del trigémino aunque no estén a temperaturas bajas. Esta sensación de "frescor"  puede estar provocada por menta piperita, menta verde, mentol, eucaliptol, alcoholes cíclicos monoterpenoides, y compuestos sintéticos como la icilina. El fenómeno está causado por la activación de los receptores TRPM8 presentes en las neuronas, este frescor es sólo un fenómeno percibido, no real.[17][18]
- Astringencia. No se considera un sabor básico sino una sensación. Esta desencadenado por taninos hidrolizables y no hidrolizables, ambos son químicamente polifenoles. Los taninos están presentes en varios alimentos, entre ellos las frutas inmaduras, el té, el vino tinto y el ruibarbo. La astringencia deja en la boca una sensación compleja de sequedad y amargor.  El mecanismo que la produce es una reacción entre los taninos y las proteínas de la saliva que provocan la formación de complejos moleculares que precipitan en la cavidad bucal y disminuyen la capacidad lubricante de la saliva.[19][20]
- Sabor metálico. No está considerado uno de los sabores básicos. El sabor metálico puede estar causado por alimentos y bebidas, también por empastes dentales de amalgama, intoxicación crónica por ingestión o inhalación de metales pesados (mercurio, plomo, bismuto, arsénico)[21], ciertos medicamentos, entre ellos saquinavir,[22] zonisamida,[23] y varios tipos de fármacos empleados en quimioterapia.[24]  Generalmente se considera un sabor desagradable cuando está presente en alimentos y bebidas. Algunos edulcorantes artificiales se perciben con un sabor metálico, que es detectado por los receptores TRPV1.[25][26] El sabor metálico en la boca también es un síntoma de diversas afecciones médicas que distorsionan el sentido del gusto, entre ellas la disgeusia y parageusia.[22]
- Kokumi ( /koʊkuːmi/, japonés:  (コク味 kokumi?)[27] de  ( こく?, koku) ) no es un sabor en sí mismo, sino un modulador que potencia otros sabores, entre ellos el dulce y el salado, fue descubierto por un grupo de investigadores japoneses al estudiar un extracto de ajo disuelto en agua. Se ha descrito como algo que puede mejorar otros sabores mediante la ampliación y la prolongación de los otros gustos. Está provocado por diferentes péptidos, uno de ellos es el glutatión, tripéptido constituido por los aminoácidos glutamato, cisteína y glicina.[7][28] El receptor de calcio sensible a estímulos (CaSR) es una proteína que se encuentra en la superficie de las células gustativas de la lengua y que es sensible a ciertos compuestos que producen la sensación kokumi. Se ha demostrado que varias sustancias, entre ellas el lactato de sodio y el ácido gamma-glutamil-valil-glicina pueden activar el CaSR y producir la sensación de sabor kokumi.[29][30]
- Sabor a calcio. Es un hecho conocido que muchos animales pueden localizar por el gusto lugares en los que existen acumulaciones de sales de calcio y consumirlas para satisfacer de esta forma sus necesidades nutricionales. Los animales nutricionalmente saciados rechazan las sales de calcio, pero las ingieren con avidez cuando necesitan este elemento que es de gran importancia para diferentes funciones, entre ellas la formación de tejido óseo. Existen pruebas de la existencia de receptores gustativos para el calcio en anfibios y roedores, sin embargo no se sabe si los seres humanos son capaces de detectar directamente el sabor calcio per se.[31] Se ha postulado que receptores CaSR presentes en la lengua podrían ser los responsables de la detección del sabor a calcio.[32][33]

- Temperatura. La temperatura puede ser un elemento esencial de la experiencia gustativa. El calor puede acentuar algunos sabores y disminuir otros al variar la densidad y el equilibrio de fase de una sustancia. Los alimentos y bebidas que en una cultura determinada se sirven tradicionalmente calientes suelen considerarse desagradables si están fríos, y viceversa. Por ejemplo, las bebidas alcohólicas, con algunas excepciones, suelen considerarse mejores cuando se sirven a temperatura ambiente o frías en diversos grados, pero las sopas -de nuevo, con excepciones- sólo suelen tomarse calientes. Un ejemplo cultural son los refrescos que se suelen tomar fríos.

## Trastornos del gusto
Las personas con trastornos del gusto, pueden sentir sabores que no existen, no diferenciar los sabores o no percibir ningún sabor. Los trastornos más comunes que pueden presentar el gusto son los siguientes:
- Ageusia: pérdida casi total del gusto.[35]
- Disgeusia: es una distorsión en la percepción del gusto, puede manifestarse como la existencia de sensación de gusto cuando no existe ningún estímulo que la provoque, o como la percepción de un gusto desagradable provocado por un estímulo que en condiciones normales se considera agradable.[1]
- Hipogeusia: escasa capacidad para diferenciar los sabores, como la que sufren las personas fumadoras. En muchas ocasiones se debe en realidad a una deficiencia de olfato o a producción insuficiente de saliva por las glándulas salivares.
- Hipergeusia: sensibilidad exagerada del gusto.

Los trastornos del gusto pueden estar provocados por numerosas causas: lesión neurológica, trastornos hormonales, problemas odontológicos, exposición a radioterapia en cabeza y cuello, envejecimiento y uso de determinados medicamentos, según algunos informes alrededor del 20% de los casos de disgeusia están relacionados con fármacos.
La evaluación de la persona con alteraciones del gusto consta de historia clínica, examen físico,  evaluación de la sensación del gusto mediante soluciones débiles de azúcar, sal y ácido acético, electrogustometría y pruebas de imagen para el examen de las vías gustativas centrales.
No existe ningún tratamiento específico para resolver la pérdida del gusto. Si se debe a un mal funcionamiento de las glándulas salivales, puede ser tratada con saliva artificial o pilocarpina .